# Michaił Romm

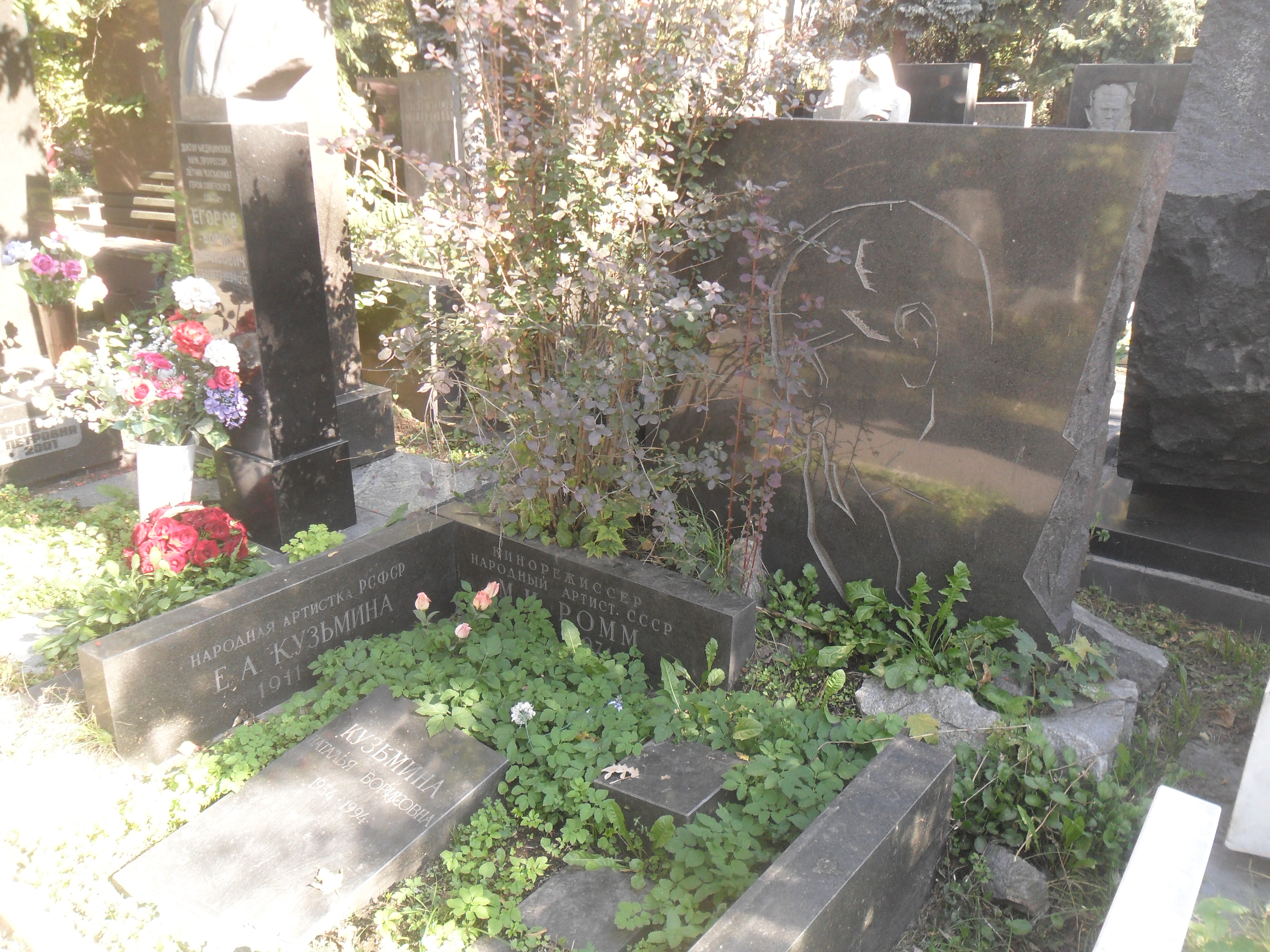
Nagrobek Romma i jego żony Jeleny Kuźminej na Cmentarzu Nowodziewiczym w Moskwie.

Michaił Iljicz Romm (ros. Михаил Ильич Ромм; ur. 11 stycznia?/24 stycznia 1901 w Irkucku, zm. 1 listopada 1971) – radziecki reżyser i scenarzysta filmowy, pedagog i działacz społeczny. Wykładowca Wszechzwiązkowego Państwowego Instytutu Kinematografii. Mąż aktorki Jeleny Kuźminej. Pochowany wraz z żoną na Cmentarzu Nowodziewiczym w Moskwie.

## Życiorys

### Nauka i pierwszy kontakt z filmem
Michaił Romm urodził się w Irkucku w rosyjsko-żydowskiej rodzinie, od 9 roku życia wychowywał się zaś w Moskwie. Zainteresowanie sztuką wpoiła mu matka, będąca miłośniczką teatru. W 1917 ukończył gimnazjum i kontynuował edukację wstępując na Wydział Rzeźby moskiewskiego Państwowego Instytutu Techniczno-Artystycznego. Uczył się poza rzeźbą również malarstwa oraz architektury. Wśród jego profesorów była m.in. rzeźbiarka Anna Gołubkina. W czasach komunizmu wojennego Romm wstąpił do Armii Czerwonej. Walczył w jej szeregach podczas wojny domowej, zaś po jej zakończeniu pracował jako telefonista oraz brał udział w rozkułaczaniu wsi w centralnej Rosji.
W roku 1925 ukończył naukę w Instytucie. Po obronie dyplomu próbował swych sił jako rzeźbiarz, aktor i reżyser teatralny oraz pisarz. W związku z brakiem sukcesów, zarobkował m.in. poprzez projektowanie okładek książek i plakatów oraz dekorując mury i wystawy sklepowe. Tłumaczył również z języka francuskiego dzieła Flauberta, Maupassanta, i Zoli. Pierwszy kontakt z filmem miał pracując bezpłatnie dla Instytutu Metodologii Nauczania Pozaszkolnego jako specjalista od filmów dla dzieci. Praca ta dała mu możliwość zapoznania się z najważniejszymi filmami epoki, pozwoliła na własne studia nad teorią kinematografii. Od roku 1931 pisywał scenariusze, z których jeden, pt. Transporter śmierci został zrealizowany w 1933 przez Iwana Pyrjewa.

### Lata trzydzieste
W roku 1931 został zatrudniony w Mosfilmie, w 1932 asystował Aleksandrowi Maczeretowi przy Szturmowej Brygadzie. Rok później dostał propozycję wyreżyserowania swojego pierwszego, niemego filmu o skrajnie ograniczonym budżecie. Zrealizował tym sposobem Baryłeczkę na podstawie noweli Maupassanta. Autorem zdjęć do tego filmu był Boris Wołczek, późniejszy długoletni współpracownik reżysera, wystąpili w nim m.in. Faina Raniewska, Andriej Fajt i Galina Siergiejewna.
W 1936 realizował wraz z Wołczkiem oraz z aktorami Iwanem Nowosilcowem, Aleksandrem Czistiakowem Bohaterów pustyni. Jedyną kobiecą rolę powierzono Jelenie Kuźminej, późniejszej żonie reżysera. Film, opowiadający o wojnie z basmaczami w Azji Środkowej, miał być radziecką odpowiedzią na Patrol na pustyni z 1934 w reżyserii Johna Forda. Obraz Romma, który wychwalał czerwonoarmistów, był pierwszym westernem nakręconym w ZSRR.
Rok później Romm otrzymał propozycję wyreżyserowania filmu mającego upamiętniać dwudziestą rocznicę rewolucji październikowej. Reżyser sfilmował scenariusz Aleksieja Kaplera pt. Powstanie, do którego zdjęcia wykonał Boris Wołczek. Główną rolę Lenina powierzono Borisowi Szczukinowi, zaś sam film został zatytułowany Lenin w Październiku. Obok Szczukina, którego gra aktorska wyróżniała się dużą dozą realizmu wystąpili m.in. Nikołaj Ochłopkow i Wasilij Wanin. Twórcy Lenina w Październiku nakręcili w 1939 również drugi film o tej tematyce pt. Lenin w 1918 roku który został nominowany do Złotej Palmy na Festiwalu Filmowym w Cannes. Obie produkcje przyniosły Rommowi uznanie również w ZSRR, gdzie zyskał on status czołowego reżysera.

### Lata czterdzieste
W latach 1940–1943 Romm sprawował w Mosfilmie funkcję dyrektora artystycznego. W pracy reżyserskiej po realizacji historycznych filmów o rewolucji październikowej zajął się tworzeniem dramatów. W 1941 nakręcił według scenariusza napisanego wspólnie z Jewgienijem Gabriłowiczem Marzenie. W tej produkcji, wprowadzonej do kin w 1943 wystąpili Faina Raniewska, Jelena Kuźmina, Rostisław Platt, Ada Wojcik, Michaił Astangow. Marzenie to film psychologiczno społeczny opowiadający historie skomplikowanych postaci mieszkających przed wojną w polskim pensjonacie. Obraz ten zdaniem prezydenta USA Roosevelta był jednym z najwspanialszych na świecie.
Podczas wojny Romm wyreżyserował Numer 217 którego autorem scenariusza był Jewgienij Gabriłowicz. W obrazie przedstawiającym losy młodej Rosjanki pracującej przymusowo w Niemczech główne role odegrali Jelena Kuźmina i Wasilij Zajczikow. Film miał premierę w 1945 roku, został doceniony zarówno w ZSRR, jak i wśród krytyków zachodnich. Wyrazem uznania było przyznanie mu Nagrody Stalina oraz nagrody na Festiwalu Filmowym w Cannes. Zrealizował również Русский вопрос w 1947 oraz zmontował ze zdjęć film pt. Lenin w 1949 roku.

### Lata pięćdziesiąte
W 1950 Romm nakręcił dramat wojenny Tajna misja zaś w 1953 wyreżyserował dwa biograficzne filmy historyczne pt. Admirał Uszakow i Okręty szturmują bastiony, które cieszyły się popularnością wśród publiczności. W 1950 otrzymał tytuł Ludowego Artysty ZSRR.
W 1956 powstała według scenariusza napisanego wspólnie z Jewgienijem Gabriłowiczem Zbrodnia przy ulicy Dantego. Reżyser w związku z wprowadzonym zakazem nie mógł obsadzić w filmie swojej żony Jeleny Kuźminej tradycyjnie u niego występującej. Główną rolę kobiecą w tym dramacie psychologicznym, opowiadającym o odradzającym się faszyzmie odegrała Jewgienja Kozyrewa, debiutował w nim również Innokientij Smoktunowski.
Również w 1956 zmontował drugi po Leninie z 1949 film dokumentalny o przywódcy rewolucji październikowej pt. Włodzimierz Iljicz Lenin. Do stworzenia obu obrazów Romm użył wszystkich zdjęć na których uwieczniono wodza rewolucji. Pomimo sukcesów swoich ostatnich filmów fabularnych reżyser uznał je za nieudane. Przerwał pracę reżysera i powrócił do pisania oraz działalności pedagogicznej na WGIK. Poświęcał się również pracy dla wytwórni Mosfilm.

### Lata sześćdziesiąte
W latach pięćdziesiątych, Michaił Romm planował nakręcenie w przyszłości filmu o fizykach jądrowych. Realizacja tych zamiarów nastąpiła gdy to według scenariusza napisanego wspólnie z Daniiłem Chrabrowickim w 1962 wyreżyserował Dziewięć dni jednego roku. W filmie będącym refleksją nad nauką, przyszłością i przyjaźnią wystąpili m.in. Aleksiej Batałow i Innokientij Smoktunowski.
W 1965 roku powstał zmontowany przez reżysera ze zdjęć z hitlerowskich kronik filmowych publicystyczny film pt. Zwyczajny faszyzm. Obraz, poza archiwalnymi zdjęciami, opatrzony został odautorskim komentarzem, czytanym przez samego reżysera. Dzieło, będące sprzeciwem Romma przeciw okrucieństwom faszyzmu, technicznie było kontynuacją jego wcześniejszych filmów publicystycznych montowanych ze zdjęć archiwalnych. Film ten obejrzała rekordowa liczba czterdziestu milionów widzów.
Kolejnym w dorobku reżysera filmem dokumentalnym miała być produkcja traktująca o problemach i zagrożeniach współczesności. Nie została z powodu śmierci Romma nigdy przez niego ukończona. Przedsięwzięcie to sfinalizowali German Ławrow, Elem Klimow i Marlen Chucyjew w 1974 tytułując je A jednak wierzę. W filmie traktującym o dwóch wojnach światowych oraz o zagrożeniu atomowym wykorzystano m.in. spreparowany głos jego pomysłodawcy.

### Michaił Romm jako pedagog
Michaił Romm poza pisaniem scenariuszy i reżyserią zajmował się również pracą pedagogiczną we Wszechzwiązkowym Państwowym Instytucie Kinematografii w Moskwie. Od roku 1938 był jej wykładowcą, w 1948 zaś objął stanowisko dziekana wydziału aktorskiego. W 1962 uczelnia uhonorował Michaiła Romma tytułem profesora.
Wśród uczniów reżysera można znaleźć wielu istotnych dla historii radzieckiego kina twórców. Kształcił m.in. Andrieja Tarkowskiego, Wasilija Szukszyna, Nikitę Michałkowa, Elema Klimowa. W latach siedemdziesiątych ukazały się również trzytomowe dzieła zebrane autorstwa Michaiła Romma, będące efektem jego prac nad teorią kinematografii.

## Filmografia

### Scenariusz
- 1933 Transporter śmierci reż. Iwan Pyrjew
- 1934 Baryłeczka (Пышка) reż. Michaił Romm
- 1941 Marzenie (Мечта)[3], reż. Michaił Romm
- 1947 Harry Smith odkrywa Amerykę (Русский вопрос) reż. Michaił Romm
- 1956 Zbrodnia przy ulicy Dantego (Убийство на улице Данте) reż. Michaił Romm
- 1962 Dziewięć dni jednego roku reż. Michaił Romm

### Reżyseria
- 1934 Baryłeczka (Пышка)
- 1936 Bohaterowie pustyni (Тринадцать)
- 1937 Lenin w Październiku (Ленин в Октябре)
- 1939 Lenin w 1918 roku (Ленин в 1918 году)
- 1941 Marzenie (Мечта)
- 1944 Numer 217 (Человек № 217)
- 1947 Harry Smith odkrywa Amerykę (Русский вопрос)
- 1950 Tajna misja (Секретная миссия)
- 1953 Admirał Uszakow (Адмирал Ушаков)
- 1953 Okręty szturmują bastiony (Корабли штурмуют бастионы)
- 1956 Zbrodnia przy ulicy Dantego (Убийство на улице Данте)
- 1962 Dziewięć dni jednego roku (Девять дней одного года)
- 1965 Zwyczajny faszyzm (Обыкновенный фашизм)

## Nagrody i odznaczenia
- Nagroda Państwowa ZSRR (pięciokrotnie, 1941, 1946, 1948, 1949 i 1951)
- Order Lenina (dwukrotnie, 1938 i 1967)
- Order Rewolucji Październikowej (1971)
- Order Czerwonego Sztandaru Pracy (1961)
- Medal „Za ofiarną pracę w Wielkiej Wojnie Ojczyźnianej 1941–1945”
- Medal 800-lecia Moskwy